# Münchhausenowie

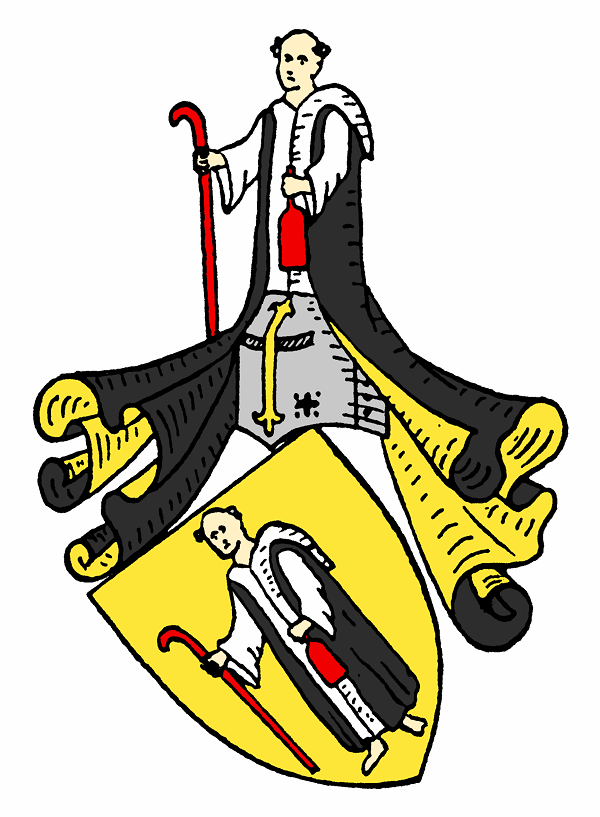
Herb białego rodu

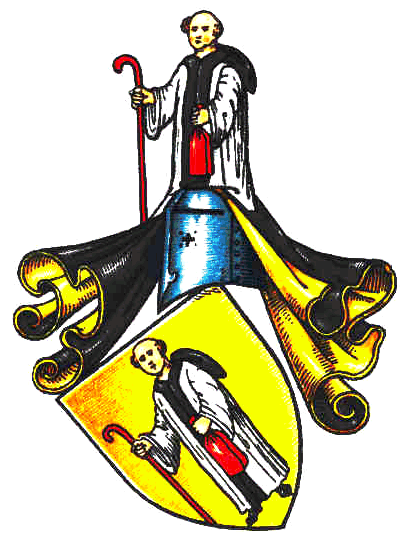
Herb czarnego rodu

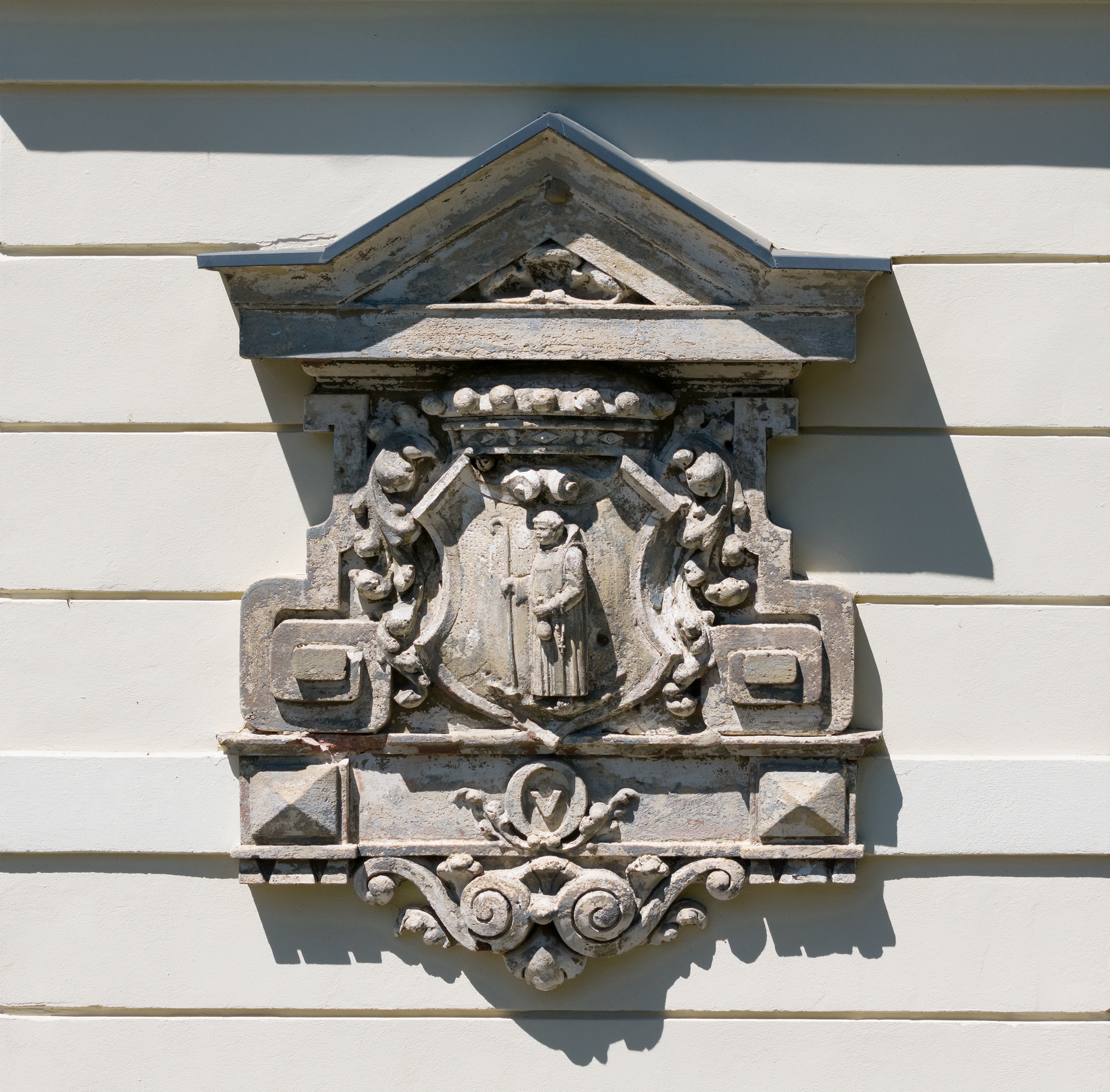
Herb na dworze w Żelaźnie

Münchhausenowie – niemiecka rodzina arystokratyczna, która dzieli się na rody „biały” i „czarny”, zależnie od koloru szaty mnicha w herbie.

## Czarni
- Stacius von Münchhausen (zm. 1517)
- Hilmar von Münchhausen (1512–1573)
- Statius von Münchhausen (1555–1633)
- Gerlach Adolph von Münchhausen (1688–1770) – minister
- Otto von Münchhausen (1716–1774) – botanik
- Baron Münchhausen (1720–1797)
- Alexander von Münchhausen (1813–1886) – premier
- Heribert von Münchhausen (1912–1987) – malarz i pisarz
- Thankmar von Münchhausen (ur. 1932)
- Marco von Münchhausen (ur. 1956)

## Biali
- Christoph von Münchhausen (zm. 1559)
- Jobst von Münchhausen (zm. 1559)
- Johann von Münchhausen (zm. 1572) – 1540–1560 biskup kurlandzki (Johann IV), 1542–1560 biskup Ösel (Johann V)
- Ludolph von Münchhausen (1570–1640)
- Hieronymus von Münchhausen (1680–1742) – minister
- Ferdinand von Münchhausen (1810–1882) – nadprezydent pruskiej prowincji pomorskiej
- Börries von Münchhausen (1874–1945) – pisarz
- Friedrich Ludwig von Münchhausen
- Hilmar Hieronymus von Münchhausen (1924–2004)